# (4061) Martelli
(4061) Martelli es un asteroide perteneciente al cinturón de asteroides, descubierto el 19 de marzo de 1988 por Walter Ferreri desde el Observatorio de La Silla, Chile.

## Designación y nombre
Designado provisionalmente como 1988 FF3. Fue nombrado Martelli en homenaje a Giuseppe Martelli director del Grupo de Física Espacial y Plasma en la Universidad de Sussex.